# Levenslang (album)
Levenslang is het tweede album van de Nederlandse zanger Robert Long, verschenen in februari 1977. De arrangementen zijn gemaakt door Erik van der Wurff.
Het album werd bekroond met een Platina Plaat en een Edison.  Uiteindelijk werden er zo'n 250.000 exemplaren van verkocht. 
Naar aanleiding van het album verscheen op 3 mei 1977 bij de VARA het televisieprogramma Robert Long: Levenslang. Hierin waren onder anderen Adèle Bloemendaal en Nelleke Burg te gast.

## Nummers
1. Pa
2. Levenslang
3. Flink Zijn
4. Thorbeckeplein
5. Waar Wou Je Heen Gaan (met Nelleke Burg)
6. Kind Van Vandaag
7. Jacob
8. Dromen
9. Beschaafde Tango
10. Soms Zou Ik Best